# Kita-Hiroshima (Hiroshima)
Kita-Hiroshima (japanisch 北広島町 Kita-Hiroshima-chō, „Stadt Nord-Hiroshima“) ist eine 2005 gegründete Gemeinde im Landkreis (-gun) Yamagata der japanischen Präfektur (-ken) Hiroshima. Sie liegt im nordwestlichen Landesinneren von Hiroshima an der Grenze zu Shimane im Chūgoku-Gebirge im Quellgebiet des ins Japanische Meer fließenden Gō-no-kawa und seiner Zuflüsse, abseits des Ōta-gawa, der den Großteil des westlichen Hiroshima entwässert.
Kita-Hiroshima entstand im Zuge der Großen Heisei-Gebietsreform am 1. Februar 2005 durch den Zusammenschluss der Städte (-chō) Ōasa, Geihoku (=„Geishū-Nord“), Chiyoda und Toyohira aus dem Landkreis Yamagata. Wenige Monate zuvor waren die südwestlichen Teile des Kreises zur Stadt Aki-Ōta zusammengeschlossen worden. Weitere angrenzende Gemeinden sind im Süden und Osten die kreisfreien Städte (-shi) Hiroshima und Aki-Takata und im Norden jenseits der Präfekturgrenze zu Shimane die Städte Ōnan, Hamada und Masuda.
Durch das Stadtgebiet verlaufen die Chūgoku-Autobahn mit der Anschlussstelle Chiyoda und die am Dreieck Chiyoda nach Norden abzweigende Hamada-Autobahn, außerdem die Nationalstraßen 186, 191, 261, 433 und 434. Einen Eisenbahnanschluss hat Kita-Hiroshima nicht. Bereits seit vor dem Zweiten Weltkrieg hatte es Planungen und erste Baumaßnahmen für die Imafuku-Linie (今福線 Imafuku-sen) gegeben, die zusammen mit der Kabe-Linie eine Verbindung von Küste zu Küste zwischen der Stadt Hiroshima und Hamada in Shimane hergestellt hätte; aber der Bau wurde im Krieg 1940 eingestellt. Das nach dem Krieg wieder aufgenommene, aber erneut nicht fertiggestellte Projekt wurde 1980 durch die defizitäre Japanische Staatsbahn aufgegeben.